# 7 dam
7 dam (zapis stylizowany: 7 DAM) – piąty singel polskiego rapera Zeamsone z jego szóstego albumu studyjnego, zatytułowanego Wirtuoz. Singel został wydany 4 czerwca 2024.
Nagranie otrzymało w Polsce status podwójnie platynowego singla, przekraczając liczbę 100 tysięcy sprzedanych kopii.

## Geneza utworu i historia wydania
Piosenka została napisana i skomponowana przez Pawła Świdnickiego, który również odpowiada za produkcję utworu.
Singel ukazał się w formacie digital download 4 czerwca 2024 w Polsce wydaniem własnym w dystrybucji Universal Music Polska. Piosenka została umieszczona na szóstym albumie studyjnym Zeamsone – Wirtuoz.

## Teledysk
Do utworu powstał teledysk w reżyserii samego rapera, który udostępniono 5 czerwca 2024 za pośrednictwem serwisu YouTube.

## Lista utworów
- Digital download[2]

1. „7 dam” – 2:14

## Notowania
| Kraj   | Lista (2024)             | Najwyższa pozycja |
| ------ | ------------------------ | ----------------- |
| Polska | Billboard Poland Songs   | 11                |
| Polska | OLiS – single w streamie | 11                |

| Kraj   | Lista (2024)             | Pozycja |
| ------ | ------------------------ | ------- |
| Polska | OLiS – single w streamie | 100     |

## Certyfikaty
| Kraj          | Certyfikat         | Sprzedaż |
| ------------- | ------------------ | -------- |
| Polska (ZPAV) | 2× platynowa płyta | 100 000+ |